# 尊龍客運

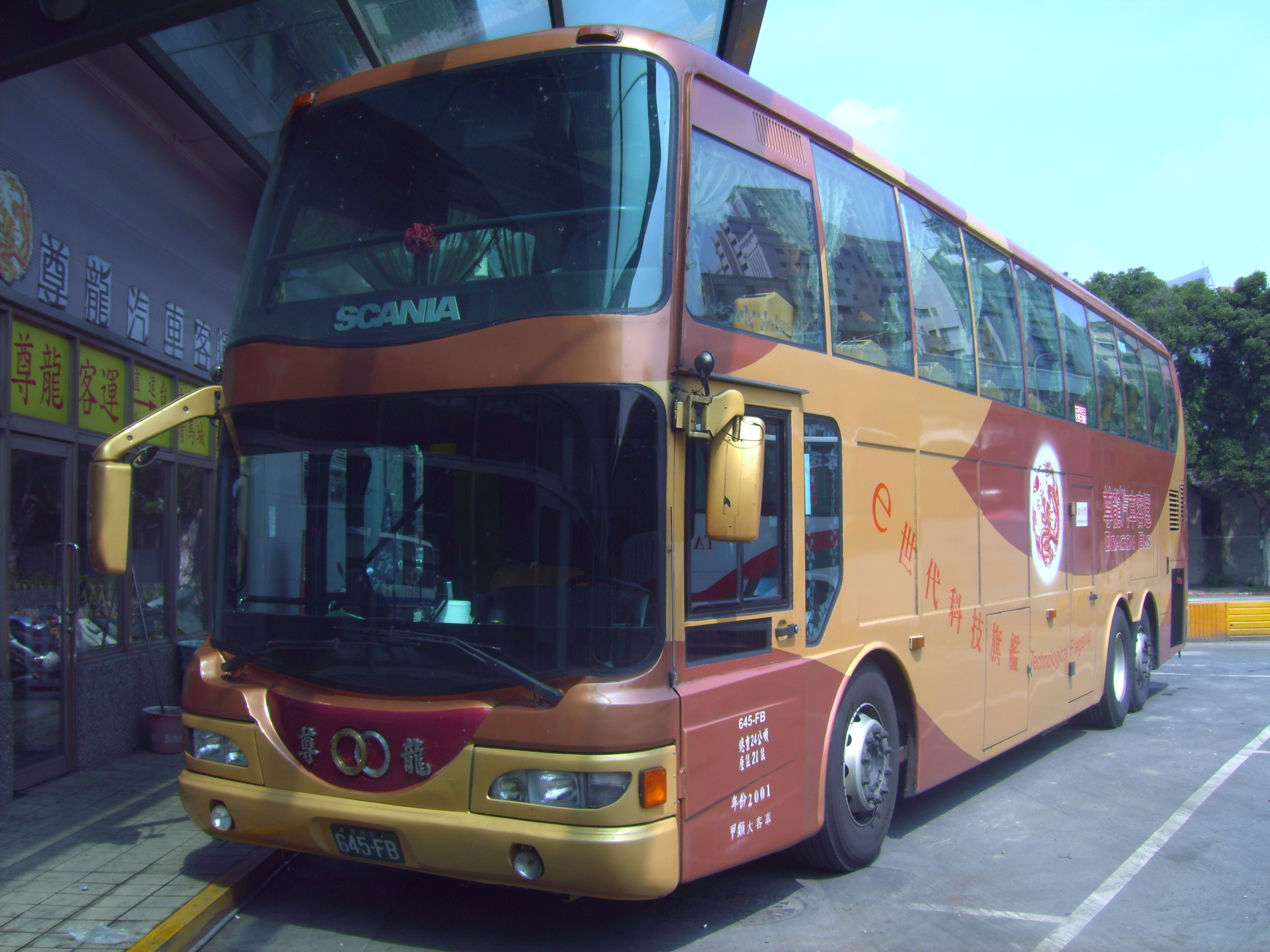
此為營運國道客運的Scania K114EB6X2NB。

尊龍汽車客運股份有限公司（Dragon Bus Corp.），簡稱尊龍客運，創立於2000年，主要經營國道客運業務，已經被和欣客運併購。此公司已經於2008年7月暫停營業，原預定於2009年11月中復駛，但至今仍沒有實現。
尊龍客運早期是以遊覽車客運(野雞車)開始營運，車體新穎，雙層車體、大面積窗戶及如沙發般豪華座椅，經營台北往高雄等長途客運；甚而讓原本合法法業者更新車輛及設備。之後取得交通部核准經營合法國道客運業務。
2003年7月21日，尊龍客運班車於北二高土城路段發生追撞，造成6人死亡、4人受傷之重大事故。公路局加強對該客運的稽核及包含吊扣牌照等作為，造成營運上逐漸困難。

## 經營路線
早期曾接手台北經新店到宜蘭、羅東、蘇澳(經北宜公路)，以及台北－沙鹿（與巨業交通聯營）的路線。
末期僅剩：
- 臺北復興站－台中（租用和欣客運車輛營運）

## 使用車種
- 瑞典 SCANIA※已全數法拍，僅部分由和欣客運買回，有些也轉入遊覧車業者使用

由和欣客運買入之該款車，由原三排座改為二排座
- 現代 AERO EXPRESS 全數遭到法拍，大多數流入遊覽車業者使用
- 三菱扶桑-也己全數被法拍，部分由總達客運和台聯客運買入

## 註腳
1. ↑  . NOWNews今日新聞. 2008-07-17  [2009-02-25]. （原始内容存档于2009-11-24）.
2. ↑  . 尊榮客運官方網站. 2009-09-03  [2009-09-25]. （原始内容存档于2009-09-05）.